# OndaRock
OndaRock (также Onda Rock или Ondarock) — итальянский интернет-журнал, посвящённый рок-музыке. Был основан в феврале 2001 года Клаудио Фабретти. Журнал считается одним из самых авторитетных музыкальных онлайн-изданий в стране, а также одним из самых посещаемых сайтов в своем роде.

## Награды
- 2013 — Targa Mei Musicletter[итал.] — лучший веб-сайт[5]